# Séamus Coleman
Séamus Coleman (Killybegs, 11. listopada 1988.) je irski nogometaš koji trenutačno igra za engleski nogometni klub Everton i irsku nogometnu reprezentaciju. Profesionalnu karijeru je započeo u 2006. godini u Sligo Roversu, gdje je skupio preko 50 nastupa. Prešao je u Everton za 60.000 funti. U 2010. godini je Coleman proveo pola sezone na posudbi u Blackpoolu. S Blackpoolom je sudjelovao u promociji kluba iz Championshipa u Premier ligu za 2010./11. sezonu. U Evertonu je odigrao dosada preko 200 službenih utakmica.

## Reprezentacija
Za irsku nogometnu reprezentaciju je debitirao protiv Walesa u 2011. godini i odigrao je preko 30 nastupa za domovinu. Krajem 2013. godine je Coleman po prvi put bio kapetan irske reprezentacije u kvalifikacijskoj utakmici protiv Njemačke u Kölnu. Irski nogometni izbornik objavio je u svibnju 2016. godine popis igrača za nastup na Europskom prvenstvu u Francuskoj, među kojima je i Coleman bio. U dvoboju protiv Walesa Coleman se teško ozlijedio u ožujku 2017. godine.

## Vanjske poveznice
- Profil na Transfermarktu
- Profil na Soccerwayu  Arhivirana inačica izvorne stranice od 21. lipnja 2016. (Wayback Machine)